# Стародівиченське сільське поселення
Староді́виченське сільське поселення (рос. Стародевиченское сельское поселение) — муніципальне утворення у складі Єльниківського району Мордовії, Росія. Адміністративний центр — село Стародівиче.

## Населення
Населення — 867 осіб (2019, 1168 у 2010, 1314 у 2002).

## Склад
До складу поселення входять такі населені пункти:
| Населений пункт          | Населення, осіб (2002) | Населення, осіб (2010) |
| ------------------------ | ---------------------- | ---------------------- |
| Молчаново, присілок      | 160                    | 126                    |
| Нові Пічингуші, присілок | 275                    | 258                    |
| Стародівиче, село        | 844                    | 758                    |
| Сузелятка, село          | 35                     | 26                     |